# 普馬西略山 (拉孔本西翁省)
13°15′22″S 72°56′58″W / 13.25611°S 72.94944°W
普馬西略山（Pumasillo），是秘魯的山峰，位於該國東南部庫斯科大區，由拉孔本西翁省負責管轄，屬於維爾卡潘帕山脈的一部分，海拔高度5,100米。